# 슈바르츠로제 기관총
MG M.07/12 슈바르츠로제(독일어: Maschinengewehr Patent Schwarzlose M.07/12)는 1905년에 오스트리아-헝가리 육군이 채용한 중기관총이다. 이 기관총은 기존 스코다 기관총보다 가벼워 제1차 세계 대전 중에는 주력 기관총으로서 스코다를 거의 대체하였다. 여러 나라에도 수출되었는데, 당시 맥심 기관총에 비해 값도 절반이고 구조가 간단하여 성능은 약간 떨어져도 많은 인기를 얻었다.
전후 신생 독립국 체코슬로바키아는 이 총의 구경을 독일군 제식탄인 7.92mm탄으로 개조하여 사용하기도 했다.